# Liste von unbewohnten Inseln und Inselgruppen (Arktischer Ozean)
In die Liste von unbewohnten Inseln und Inselgruppen (Arktischer Ozean) gehören nur im Arktischen Ozean (Nordpolarmeer) und seinen Nebenmeeren gelegene Inseln oder Inselgruppen, die entweder noch nie von Menschen bewohnt waren oder seit längerer Zeit nicht mehr dauerhaft besiedelt sind. Befindet sich auf einer Insel lediglich ein Leuchtturm, eine Forschungsstation oder eine ähnliche Einrichtung, gilt die Insel auch dann als unbewohnt, wenn sich dort von Zeit zu Zeit einige Personen aufhalten.
Einzelne Inseln einer gemeinsamen Inselgruppe sind unter der Bezeichnung der Inselgruppe angeführt.

## Nordamerika

### Grönland
- Crozier Ø
- Franklin Ø
- Hans-Insel
- Kaffeklubben Ø
- Kuhn Ø
- Milne Land
- Nares Land
- Shannon
- Store Koldewey
- Tobias Ø
- Traill Ø
- Ymer Ø

### Kanada
- Air Force Island
- Akpatok Island
- Bylot-Insel
- Coats Island
- Herschel Island
- Königin-Elisabeth-Inseln:
  - Amund Ringnes Island
  - Axel Heiberg Island
  - Baillie-Hamilton Island
  - Bathurst Island
  - Beechey Island
  - Borden-Insel
  - Brock-Insel
  - Buckingham Island
  - Byam Martin Island
  - Cameron-Insel
  - Coburg Island
  - Cornwall Island
  - Devon-Insel
  - Eglinton Island
  - Ellef Ringnes Island
  - Emerald Isle
  - Graham Island
  - King Christian Island
  - Lougheed Island
  - Mackenzie-King-Insel
  - Meighen Island
  - Melville-Insel
  - North Kent Island
  - Prinz-Patrick-Insel
  - Stor Island
- Mansel Island
- Nottingham Island
- Ottawa Islands
- Prince-of-Wales-Insel
- Prince Charles Island
- Somerset Island
- Stefansson Island

## Asien

### Russland
- Bolschoi Begitschew
- Einsamkeit
- Inseln des Arktischen Instituts
- Kirow-Inseln
- Neusibirische Inseln
  - Anjou-Inseln
    - Belkowski-Insel
    - Kotelny-Insel
    - Neusibirien

  - De-Long-Inseln
    - Bennett-Insel
    - Henrietta-Insel
    - Jeannette-Insel
    - Schochow-Insel
    - Wilkizki-Insel

  - Ljachow-Inseln
    - Große Ljachow-Insel
    - Kleine Ljachow-Insel
    - Stolbowoi
- Nowaja Semlja
  - Meschduscharski
- Pestschany
- Sewernaja Semlja
  - Bolschewik-Insel
  - Komsomolez-Insel
  - Oktoberrevolutions-Insel
  - Pionier-Insel
  - Schmidt-Insel
  - Kleine Taimyr-Insel
- Routan-Inseln
- Sibirjakow-Insel
- Uschakow-Insel
- Wiese-Insel
- Wrangel-Insel

## Europa

### Norwegen
- Svalbard:
  - Abeløya
  - Amsterdamøya
  - Barentsøya
  - Bastianøyane
  - Danskøya
  - Edgeøya
  - Hopen
  - Kvitøya
  - Nordostland
  - Nordvestøyane
  - Prins Karls Forland
  - Sjuøyane
  - Wilhelmøya
- Jan Mayen

### Island
- Kolbeinsey

### Russland
- Nowaja Semlja
  - Nordinsel
  - Südinsel
- Franz-Josef-Land
  - Champ-Insel
  - Eva-Liv-Insel
  - Graham-Bell-Insel
  - Hall-Insel
  - Hayes-Insel
  - Hohenlohe-Insel
  - Hooker-Insel
  - Jackson-Insel
  - Northbrook-Insel
  - Prinz-Georg-Land
  - Rudolf-Insel
  - Wilczek-Insel
  - Wilczek-Land
- Victoria-Insel